# Adolphe Perrot
 (janvier 2015).
Si vous disposez d'ouvrages ou d'articles de référence ou si vous connaissez des sites web de qualité traitant du thème abordé ici, merci de compléter l'article en donnant les références utiles à sa vérifiabilité et en les liant à la section « Notes et références ».
Pour les articles homonymes, voir Perrot.
Adolphe Perrot, né Antoine Adolphe Perrot à Ners le 24 août 1818 et décédé le 4 mai 1887 à Nîmes, est un peintre languedocien du XIXe siècle de renommée internationale.

## Biographie
Adolphe Perrot représentait des sujets religieux, des marines, paysages, scènes de genre, portraits et allégories. Il fut l'élève d'Alexandre Colin.
Il figura au Salon de 1857 à 1875. Il fut directeur des écoles de dessin et conservateur des Musées de Nîmes,.
Œuvres aux musées de Béziers et d'Alès, qui renferme une centaine d'œuvres de l'artiste.
Il eut entre autres pour élève Lucien Barbut.